# Carlos Mendoza
Carlos Mendoza y Saez de Argandoña (Madrid, 8 de dezembro de 1872 - 1950) foi um engenheiro espanhol que trabalhou no projeto do Metro de Madrid.

## Biografia
Estudou na Escuela Técnica Superior de Ingenieros de Caminos, Canales y Puertos da Universidade Politécnica de Madrid, onde se formou engenheiro em 1895. Se especializou na área de eletricidade tendo sido proprietário de usinas de geração de energias.
Foi um dos incentivadores do desenvolvimento e implantação do projeto de uma ferrovia metropolitana subterrânea capaz de substituir o tráfego de bondes na capital espanhola. O projeto do início do século XX foi conduzido em conjunto com os engenheiros Miguel Otamendi e Antonio González Echarte. O metrô foi inaugurado em 17 de outubro de 1919.